# HMS America (1777)
HMS America (1777) — 64-пушечный линейный корабль 3 ранга Королевского флота Великобритании. Заказан 18 июня 1771. Спущен на воду 5 августа 1777 на королевской верфи в Дептфорде. Принадлежал к типу Intrepid сэра Джона Уильямса.

## Служба
8 января 1780 года в составе эскадры Родни в бою с испанской эскадрой. Кораблём командовал капитан Сэмуэль Томпсон (англ. Samuel Thompson).
16 марта был при мысе Генри, а 5 сентября 1781 года принял участие в Чесапикском сражении (капитан Сэмуэль Томпсон). 
24—26 января 1782 года участвовал в сражении у острова Сент-Китс (капитан Сэмуэль Томпсон).
9−12 апреля 1782 года принял участие в сражении у островов Всех Святых (капитан Сэмуэль Томпсон).
В 1795 году участвовал в битве за Муйзенберг (англ. Battle of Muizenberg).
Разобран в 1807 году.